# ديبي بونت
ديبي بونت (بالهولندية: Debbie Bont) مواليد 9 ديسمبر 1990 في هولندا، هي لاعبة كرة يد هولندية تلعب كجناح أيمن. مثلت منتخب هولندا لكرة اليد للسيدات. حققت المركز الثاني في بطولة العالم لكرة اليد للسيدات 2015.

## سجل المنافسة
شاركت في البطولات التالية:
- بطولة العالم لكرة اليد للسيدات 2011
- بطولة العالم لكرة اليد للسيدات 2013
- بطولة العالم لكرة اليد للسيدات 2015
- بطولة أوروبا لكرة اليد للسيدات 2010
- بطولة أوروبا لكرة اليد للسيدات 2014
- بطولة أوروبا لكرة اليد للسيدات 2016

## الميداليات
| الميدالية | المسابقة                            |
| --------- | ----------------------------------- |
| فضية      | بطولة العالم لكرة اليد للسيدات 2015 |
| فضية      | بطولة أوروبا لكرة اليد للسيدات 2016 |

## روابط خارجية
- ديبي بونت على موقع الاتحاد الأوروبي لكرة اليد (الإنجليزية)
- ديبي بونت على موقع الدوري الفرنسي لكرة اليد للسيدات (الفرنسية)
- ديبي بونت على موقع اللجنة الأولمبية الدولية (الإنجليزية)
- ديبي بونت على موقع أوليمبيديا (الإنجليزية)
- ديبي بونت على موقع تيم أن.أل (الهولندية)